# Edermünde
Edermünde è un comune tedesco di 7 442 abitanti situato nel land dell'Assia.
Nel sobborgo di Grifte ha luogo la confluenza dell'Eder nella Fulda.